# ناحیه ادامز، شهرستان پارک، ایندیانا
ناحیه ادامز، بخش پارک، ایندیانا (به انگلیسی: Adams Township, Parke County, Indiana) در ایالات متحده آمریکا است که در ایندیانا واقع شده‌است.

## خصوصیات
ناحیه ادامز ۵٬۸۲۵ نفر جمعیت دارد و ۱۸۲ متر بالاتر از سطح دریا واقع شده‌است.